# Gerard van den Heuvel

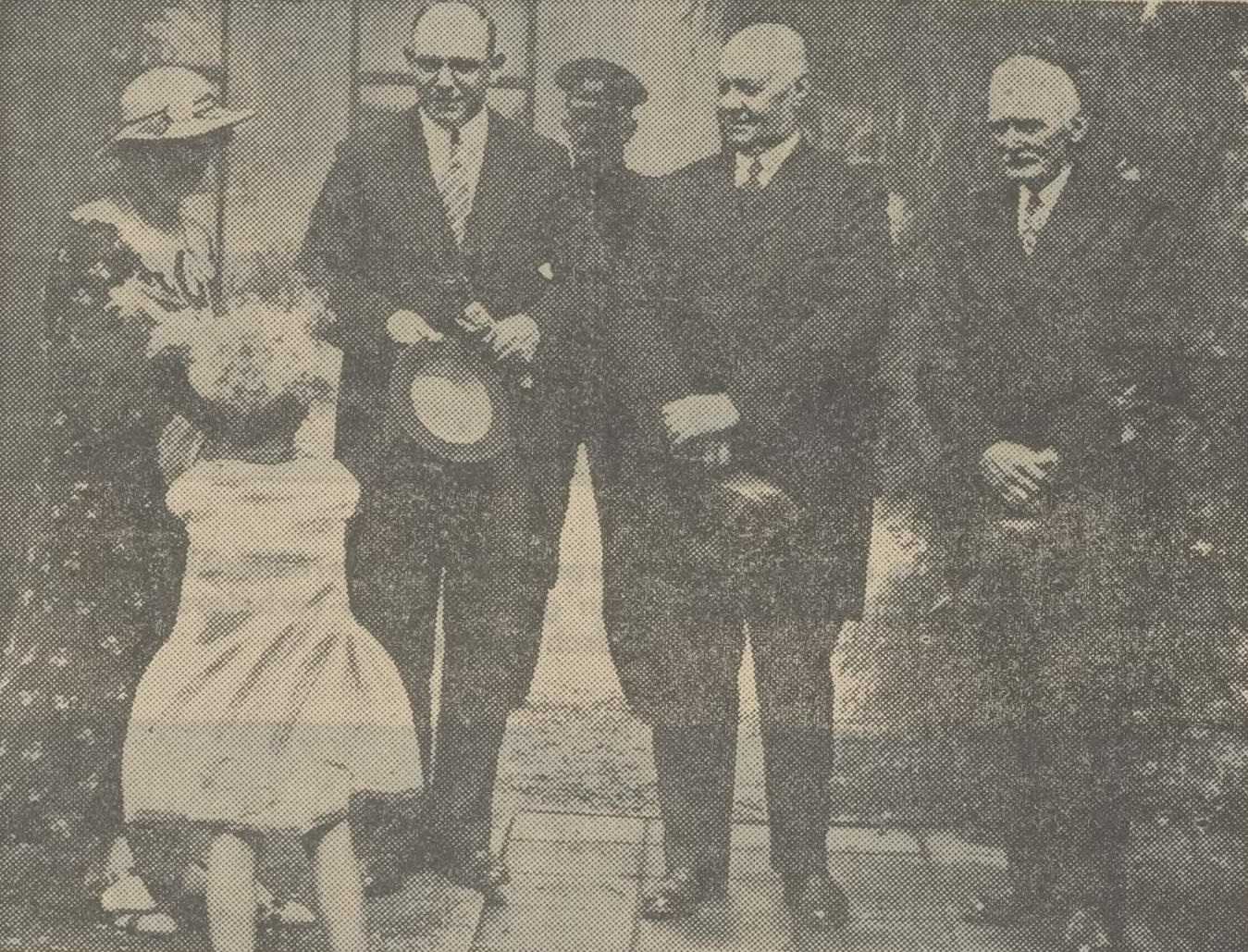
G.J.J. van den Heuvel; tweede van links (1935)

Gerardus Johannes Josephus (Gerard) van den Heuvel (Den Bosch, 3 december 1896 – Alkmaar, 21 oktober 1957) was een Nederlands politicus.
Hij werd geboren als zoon van Cornelis van den Heuvel (*1860) en Elisabeth Johanna Adriana Hamburg (*1861). Hij was eerste ambtenaar ter secretarie bij de gemeente Heerhugowaard. In 1920 volgde hij D.J.M. van Gent op als gemeentesecretaris van Akersloot nadat deze burgemeester van Nibbixwoud was geworden. Begin 1923 werd Van den Heuvel benoemd tot burgemeester van Akersloot. Hij zou die functie blijven vervullen tot hij in 1957 op 60-jarige leeftijd overleed in het Alkmaars Sint-Elisabeth Ziekenhuis.